# Nitroprussiato de sódio
Nitroprussiato de sódio é um composto químico de fórmula Na2[Fe(CN)5NO]·2H2O. Este sal serve como fonte de óxido nítrico, que é um potente vasodilatador, tanto de veias como artérias, administrado por via intravenosa em pacientes em situação de emergência hipertensiva.

## Propriedades
É sensível a luz, quebrando-se na luz solar, produzindo cianeto, que é tóxico. 
Libera lentamente cianeto, que é metabolizado no fígado pela enzima rodanase junto com uma fonte de enxofre, como tiossulfato, para formar tiocianato. Pode reagir com a meta-hemoglobina. Em excesso, o cianeto rapidamente alcança níveis tóxicos. A meia-vida metabólica do nitroprussiato é de 1-2 minutos, mas o tiocianato pode demorar vários dias para ser excretado, e o tratamento não pode durar mais de 72 horas, sob monitoração constante da função renal e níveis de tiocianato no sangue.
SNP, como também é chamado, também é usado para calibração em análise de Efeito Mössbauer (fluorescência ressonante, uma técnica de análise de compostos de ferro).
Vasodilatador anti-hipertensivo não simpatolítico.

## Indicações
Ele reduz a resistência periférica total e o retorno venoso, dessa maneira reduzindo tanto a pré-carga quanto a pós-carga. Por esta razão, pode ser utilizado em insuficiência cardíaca cardiogênica onde a combinação dos efeitos pode atuar para aumentar a fração de ejeção cardíaca. Em situações onde a ejeção cardíaca é normal, o efeito é para reduzir a pressão sanguínea.
Apesar de sua toxicidade, o nitroprussiato continua sendo usado pois é uma das mais efetivas drogas para rápido controle de pressão sanguínea em cirurgias e alguns casos de hipertensão maligna. 
O nitroprussiato é contra-indicado em pacientes com insuficiência renal.

## Estudos no tratamento de esquizofrenia
Segundo reportagem veiculado pelo Jornal Correio Braziliense, estudos realizados no Hospital das Clínicas, em Ribeirão Preto, São Paulo, "após mais de uma década de pesquisa, cientistas brasileiros e canadenses descobriram que o componente de um antigo remédio usado para o controle da hipertensão arterial sistêmica grave, o nitroprussiato de sódio, mostrou ser eficiente também contra as disfunções no cérebro das pessoas afetadas pela esquizofrenia." Os estudos são promissores e estão em andamento, apesar de os resultados preliminares mostrarem que os efeitos desejados são mais rápidos e os colaterais mínimos. 
Em sua dissertação de mestrado, o mestre em Saúde Mental, João Paulo Maia de Oliveira, "examina os efeitos do nitroprussiato de sódio, um doador de NO, como tratamento coadjuvante de pacientes com esquizofrenia".